# Аанг
Аанг (англ. Aang) — главный герой мультсериала «Аватар: Легенда об Аанге».

## Появления

### «Аватар: Легенда об Аанге»
100 лет назад маг воздуха Аанг сбежал из своего монастыря, когда ему сообщили, что он Аватар, потому что не хотел быть им. Вместе со своим летающим бизоном Аппой он попал в бурю и впал в ледяной анабиоз, упав в море.
В первом эпизоде его находят Катара и её брат Сокка. Первая, маг воды, размораживает мальчика, и вскоре они узнают, кто он. На деревню южного племени Воды нападает изгнанный принц нации Огня, Зуко, который хочет поймать Аватара, чтобы вернуть свою честь. Команда Аватара покидает юг и отправляется на север, чтобы Аанг и Катара учились магии воды. По пути Зуко преследует их. Вскоре все узнают о возвращении Аватара. Аанг встречается с духом Року, предыдущего Аватара, и узнаёт, что ему нужно покорить остальные стихии до падения Кометы Созина, чтобы победить в войне и одолеть Лорда Огня Озая. Прибыв в северное племя Воды, после некоторых конфликтов, Аанг и Катара обучаются магии воды, а затем все отбивают вторжение нации Огня. Это увенчается успехом, в том числе благодаря тому, что Аанг вошёл в состояние Аватара, соединившись в единое целое с Ла — духом Океана.
Во втором сезоне герои отправляются в Царство Земли, чтобы Аанг обучался соответствующей магии. Они находят Тоф Бейфонг, и Аватар становится её учеником. Теперь за ними гоняется принцесса Азула и её подруги Мэй и Тай Ли. Команда узнаёт о Дне Чёрного Солнца в подземной библиотеке Ван Ши Тонга. Пока они были там, люди песка похитили Аппу, из-за чего Аанг очень переживал. Друзья направляются в столицу Царства Земли, Ба-Синг-Се, чтобы рассказать царю о плане вторжения в страну нации Огня, но сталкиваются с Дай Ли и их лидером Лонг Фенгом, которые на самом деле заправляют в городе. Разоблачив их, герои всё-таки повествуют монарху о своём плане. Азула и её отряд проникают в Ба-Синг-Се под видом Воинов Киоши и сближаются с царём, узнавая о замыслах Аватара. Они объединяются с Лонг Фенгом, заключённым в тюрьме, и устраивают госпереворот. Принцесса предаёт лидера Дай Ли, и его подчинённые следуют за ней. Тем временем команда Аватара разделилась, и Аанг после того, как нашёл Аппу, отправился к гуру Патику для просвещения. Почувствовав, что Катара в опасности, он вернулся в Ба-Синг-Се, по пути воссоединившись с Соккой и Тоф. К ним за помощью пришёл Айро, дядя Зуко, который был в бегах с племянником, и сообщил, что последнего поймала Азула; она также удерживает Катару в катакомбах. Герои отправились на выручку к пленникам. Катара тем временем смогла найти общий язык с Зуко, но он впоследствии предал своих спасателей по предложению сестры присоединиться к ней, чтобы вернуть честь. В финальной битве Азула смертельно ранит Аанга молнией, но Катара благодаря помощи Айро уносит его с поля боя и излечивает духовной водой.
В третьем сезоне команда пребывает в стране нации Огня, замаскировавшись под местных жителей. Как и планировалось, они проводят вторжение при затмении, но из-за того, что Азула ещё во время пребывания в Ба-Синг-Се узнала об их замысле, миссия проваливается. Вскоре к команде, хоть и не без труда, присоединяется Зуко, отвернувшийся от отца, и Аанг стал его учеником. К финалу мультсериала Аанг не желает убивать Лорда Огня Озая, хотя друзья настаивают на этом. Тогда он сбегает и сталкивается со львом-черепахой, у которой просит совета, как быть в этой ситуации. Лев-черепаха даёт ему совет и дарит ему давно забытую магию энергии. В последней битве Аанг борется с Озаем и поначалу казалось, что Аанг проигрывает. Но в итоге впервые за долгое время он входит в состояние Аватара, на этот раз перехватывая инициативу в свои руки и побеждая тирана. Он всё же не убивает его, а лишает магии, эффективно обезвредив Озая. После Аватар присутствует на коронации Зуко, ставшего новым Лордом Огня, и отмечает окончание Столетней войны с друзьями в чайной лавке дяди Айро в Ба-Синг-Се. Он выходит на балкон, и к нему подходит Катара, с которой мальчик целуется на фоне заката.

### Комиксы
Обещание
После коронации Зуко, команда Аватар отправляется посмотреть салют в честь победы. Во время этого, Зуко просит Аанга дать обещание убить первого, если он станет похожим на своего отца.
Год спустя Зуко решает прекратить «Движение по восстановлению гармонии», что приводит Аанга к замешательству, ведь он дал обещание Зуко. Аанг решает отправиться в Ба Синг Се, чтобы назначить переговоры между Царем Земли и Лордом Огня, и встречает там «Официальный фан-клуб Аватара Аанга», который в свою очередь состоит из девочек, из-за чего Катара начинает ревновать Аанга. Позже, в Ю Дао, он встретит второй филиал этого клуба, который набил себе татуировки магов воздуха, что разозлило Аанга, ведь это было для него оскорблением. Но позже, он решил обучать их образу жизни магов воздуха, а они стали «Воздушными послушниками»
Царь Земли отказывается от переговоров и направляет свою армию в Ю Дао, одну из первых колоний народа огня. Зуко отвечает тем же, и две армии сталкиваются у ворот Ю Дао. Для того, чтобы остановить их Аанг создает пропасть, в которую падает Зуко. Аанг вытащил его в последнюю секунду, тем вамым не выполняя обещание и спасая Зуко. 
В конце, Аанг говорит Року, что он был не прав, говоря Аангу выполнить обещание. Затем Аанг, магией огня, уничтожает деревянный кружок с нарисованным символом огня, тем самым разрывая свою связь с Року. А также и с другими аватарами
Поиск
Во время заседания в Ю Дао, где был Зуко, он задумывается о своей семье. Он решает найти свою мать, но для этого он освобождает Азулу. Чтобы найти свою давно потерянную мать, а также следить за Азулой, он приглашает Аанга и его друзей. 
Вскоре они отправляются в деревню Хира'а, откуда была родом мать Зуко. Там они встречают счастливую пару с ребенком - Норен и Норико, а также их дочь - Кии. Они рассказывают Зуко и Аватару, что Икем (первая любовь Урсы, матери Зуко. Их разлучил Лорд Огня Азулон, который решил выдать её замуж за Озая, посчитав, что поскольку она была внучкой Аватара Року, то это принесёт огромную мощь для их династии) отправился в долину забвения, ведь туда отправлялись все, кто был в отчаянии и не хотел жить. 
Зуко и Команда Аватар отправилась туда, там они нашли брата и сестру, её брат  
Тем временем, Аанг пытался заново призвать мать лиц, чем оскорбил её. Но когда она услышала имя «Коха вор лиц», сразу же всплыла, и рассказала что Коха - её сын, и она вернула лицо Рафе. 
В доме Норико и Норена Азула пыталась убить Норико, но Зуко сумел помешать ей, после чего Азула убежала в лес.
В конце концов, Мать лиц вернула Норико (Урсе) лицо и память (когда Норико меняла лицо, она также стёрла себе память). 

### «Легенда о Корре»

Дух взрослого Аанга является
к Корре в финале первого сёзона.

Аанг появляется во флешбэке серии «Послание из прошлого», где побеждает преступника, мага крови Якона. В конце первого сезона его дух возвращает Аватару Корре способность магии, которую у неё отнял злодей Амон.
Во втором сезоне он является Корре, когда та теряет память, а также встречается со своим сыном Тензином в мире духов, давая ему совет не стараться быть похожим на отца, а идти по своему пути. Когда дядя Корры, Уналак, сливается с демоном Ваату и становится Тёмным Аватаром, он уничтожает Рааву, находящуюся внутри Аватаров, и связь Корры с Аангом и её другими воплощениями теряется навсегда. Эта связь не восстанавливается даже после того, как Корра соединилась с возрождённой Раавой.

### Другое
Аанг также фигурирует в видеоиграх по мультсериалу и в фильме «Повелитель стихий». Вернётся в сериале от Netflix.

## Отзывы и критика

Аанг в состоянии Аватара

Джек Грэм рассматривал 10 лучших эпизодов с участием Аанга и на 1 место поставил все 4 части «Кометы Созина». Журналист отмечал высокое развитие персонажа на протяжении мультсериала и написал, что «благодаря упорному труду и помощи своих друзей, Аанг превратился в полноценного Аватара во время битвы с Лордом Огня и, как и предсказывала Катара, спас мир». Кельвин Люмен посчитал, что самым худшим поступком Аанга был его крик на Катару в эпизоде «Пустыня» после того, как Аппу похитили люди песка. Томас Брукс писал, что «Аанг был грозным противником не из-за безжалостности или своей силы, а из-за находчивости и остроумия», приведя в пример 10 таковых ситуаций.
Зак Блюменфелд из журнала Paste поставил Аанга на 4 место в топе 20 лучших персонажей из вселенной «Аватара» и отметил, что «его безукоризненная жизнерадостность и по большей части неограниченный оптимизм перед лицом серьёзных невзгод служат ярким примером для детей и возрождают надежду измученным взрослым». Джейсон Берман включил Аанга в список 30 лучших анимационных персонажей телевидения за всё время, определив его на 15 позицию, и охарактеризовал героя как очень спокойного человека, не приемлющего насилие. В СМИ также рассматривались цитаты персонажа. Журналисты отмечали его фразу, которую он усвоил от монахов, о том, что месть отравляет человека.

### Комментарии
1. ↑  В промежутке между событиями «Легенды об Аанге» и «Легенды о Корре»